# Flavio Rosso
Flavio Rosso (Lavagna, 17 novembre 1896 – Rocca Pietore, 26 settembre 1917) è stato un militare italiano, tenente del 51º Reggimento Fanteria Brigata Alpi e decorato con la medaglia d'argento al Valore Militare.
A lui è oggi intitolata quello che resta della galleria realizzata dalle truppe italiane per sorprendere le forze austro-ungariche sulla Forcella a V, sulla Marmolada. Lo scavo di una galleria d'attacco, iniziò il 4 luglio 1917, dal Vallone di Antermoia, poco sotto quota 3065
La galleria, che sbucava nella galleria superiore austro-ungarica, venne completata il 17 settembre successivo. Il 20 settembre gli italiani riuscivano ad occupare la grotta superiore, ed il 22 successivo quella inferiore.
Il 26 settembre un gruppo di 15 uomini, con al comando il tenente Rosso, era impegnato nel tentativo di realizzare una galleria da mina nella grotta inferiore, in modo da far crollare la postazione nemica. Il comando austriaco, resosi conto del tentativo italiano, fece crollare parte della galleria superiore, seppellendo così il tenente Rosso ed i suoi 14 uomini.
Il 2 settembre 2006 venne inaugurato a quota 2911, nelle vicinanze della stazione della funivia di Serauta, un cippo in ricordo di Flavio Rosso e dei 14 commilitoni caduti il 26 settembre 1917.